# Liste der Mitglieder der Deutschen Akademie der Naturforscher Leopoldina/1761
Die Liste der Mitglieder der Deutschen Akademie der Naturforscher Leopoldina für 1761 enthält alle Personen, die im Jahr 1761 zum Mitglied ernannt wurden. Insgesamt gab es 13 neu gewählte Mitglieder.

## Mitglieder
| Nr. | Name                             | Beiname                 | Geboren       | Aufnahme | Gestorben     | Bild                                                                                            | Datenbank |
| --- | -------------------------------- | ----------------------- | ------------- | -------- | ------------- | ----------------------------------------------------------------------------------------------- | --------- |
| 634 | Johann Christoph von Dreyhaupt   | Antonius Castor II.     | 20. Apr. 1699 | 10. Feb. | 13. Dez. 1768 | Johann Christoph von Dreyhaupt (Frontispiz der Beschreibung des Saalkreises, 1749)              | 1685      |
| 635 | Julius Ernst von Schütz          | Palladius IV.           | 12. Dez. 1721 | 24. Feb. |               |                                                                                                 | 2518      |
| 636 | Paul August Schrader             | Agricola                | 1728          | 6. Mrz.  | 2. Feb. 1780  |                                                                                                 | 2514      |
| 637 | David Franz Hezel                | Hierax IV.              | 9. Okt. 1709  | 26. Mrz. | 1. Aug. 1781  |                                                                                                 | 3825      |
| 638 | Johann Andreas Deisch            | Democedes III.          | 17. Jan. 1713 | 7. Apr.  |               |                                                                                                 | 2402      |
| 639 | Petrus Lyonet                    | Philagrius III.         | 21. Juli 1707 | 12. Mai  | 7. Jan. 1789  |                                                                                                 | 2477      |
| 640 | Friedrich Christian Meuschen     | Xenokrates II.          |               | 4. Jun.  |               |                                                                                                 | 2484      |
| 641 | Johann Conrad Löhe               | Meto                    | 11. Nov. 1723 | 25. Jun. | 31. Dez. 1768 |                                                                                                 | 4239      |
| 642 | Cornelius Pereboom               | Philoxenus IV.          |               | 12. Jul. |               |                                                                                                 | 5978      |
| 643 | Adam Gottlob von Moltke          | Musagetes II.           | 10. Nov. 1710 | 6. Aug.  | 1792          | Adam Gottlob von Moltke, Porträt von Carl Gustaf Pilo,Porträtsammlung auf Schloss Frederiksborg | 2487      |
| 644 | John Hill                        | Dioscorides IV.         | 1716          | 12. Aug. | 22. Nov. 1775 | John Hill.                                                                                      | 3837      |
| 645 | Louis Claude Cadet de Gassicourt | Avicenna III.           | 24. Juli 1731 | 10. Okt. | 17. Okt. 1799 |                                                                                                 | 2242      |
| 646 | Lorenz Spengler                  | Archyta Tarentinus III. | 22. Sep. 1720 | 12. Okt. | 21. Dez. 1808 | Lorenz Spengler, Gemälde von Vigilius Eriksen                                                   | 5245      |

## Hinweis zu den Lebensdaten
In der Liste sind zunächst die Lebensdaten gemäß Archiv der Leopoldina aufgenommen. Diese beziehen sich auf die Angaben gem. Neigebaur (1860) und Ule (1889). Die Lebensdaten im Namensartikel können daher von den Lebensdaten in der Liste abweichen.